# Lilly Rydström-Wickelberg
Lilly Maria Rydström-Wickelberg, född 22 juli 1891 i Ramsjö, Hälsingland, död 14 november 1957 på Sjöryd, Grästorps köping, Skaraborgs län, var en svensk målare.
Hon var dotter till handlaren Albert Leopold Rydström och Julia Klingström och från 1917 gift med godsägaren Rudolf Wickelberg. Hon studerade vid Tekniska skolan i Stockholm 1908 och vid Althins målarskola 1909–1910, Wilhelmsons målarskola 1910–1913 samt för Henri Le Fauconnier och André Dunoyer de Segonzac vid Académie La Palette 1914 samt för Othon Friesz vid Académie Scandinave i Paris 1934.
Hon debuterade i en utställning tillsammans med Gabriele Münter på Gummesons konsthall i Stockholm 1915 och ställde ut tillsammans med Adina Tidlund på Konstnärshuset 1919. 1951 ställde hon ut i Lidköping tillsammans med Birgitta Flink, Inga Englund-Kihlman och Elsa Hansson-Winnberg. Hon medverkade bland annat i samlingsutställningarna Vårkonstsalongen på Konstnärshuset i Stockholm, Novemberutställningen på Liljevalchs konsthall och i utställningar arrangerade av Föreningen Svenska Konstnärinnor. Hon skrev en längre biografi om konstnären Gabriele Münter som publicerades i Konstrevy 1952. Hennes konst består av porträtt, stilleben, landskapsmålningar från Italien, Spanien och svenska Västkusten samt symboliska kompositioner med nakna figurer i landskapet.